# کالودرا، رکوواتس
کالودرا (به صربی: Kaludra) یک روستا در صربستان است که در Rekovac واقع شده‌است.
 کالودرا  ۳۲۷ نفر جمعیت دارد.